# Robert II de Hesbaye
Pour les articles homonymes, voir Robert II.
Robert II de Hesbaye, est un noble franc de la famille des Robertiens. Fils de Thurimbert, comte de Hesbaye, et de sa femme, de nom inconnu, petit-fils de Robert Ier de Hesbaye et de Williswinte. Marié avec Theodorade, fille du comte Guelenzo, il est le père de Robert III de Hesbaye et serait le grand-père de Robert le Fort. Il hérita du comté de Worms et d'Oberrheingau après la mort des héritiers de Cancor, son oncle paternel.
Il est donc un cousin des Carolingiens (qui régneront sur la Francie et l'Empire d'occident de 751 à 987) et serait un ancêtre des Capétiens (qui régneront quant à eux sur la France de 987 à 1792 et de 1814 à 1848).